# Marine Scout Bomber Squadron 241
Marine Scout Bomber Squadron 241 (VMSB-241) – wchodząca w skład piechoty morskiej amerykańska eskadra bombowców nurkujących. 
Jednostka została sformowana 1 marca 1942 roku i rozmieszczona na atolu Midway, gdy wyposażona została w przestarzałe bombowce Vought SB2U Vindicator oraz pewną liczbę nowoczesnych Douglas SBD Dauntless. 4 czerwca, startując z Midway, eskadra wzięła udział w bitwie pod Midway, podczas której poniosła bardzo duże straty – w ataku na japońskie lotniskowce Kidō-butai, zginął m.in. dowódca eskadry mjr Lofton Henderson. We wrześniu 1944 roku eskadra została przerzucona na Filipiny, gdzie z Wyspy Bougainville’a prowadziła loty wsparcia bojowego dla 6 Armii podczas wyzwalania Luzonu. Jednostka została rozwiązana 16 lipca 1945 roku. W latach 1946–1960 funkcjonalizowała jako kontynuująca tradycję VMSB-241 jednostka rezerwy Marine Attack Squadron 241 (VMA-241)